# 萬國寶通中心
萬國寶通中心是香港的一座寫字樓，位處香港灣仔區銅鑼灣威非路道18號，於1983年落成，同年10月4日揭幕，樓高38層。

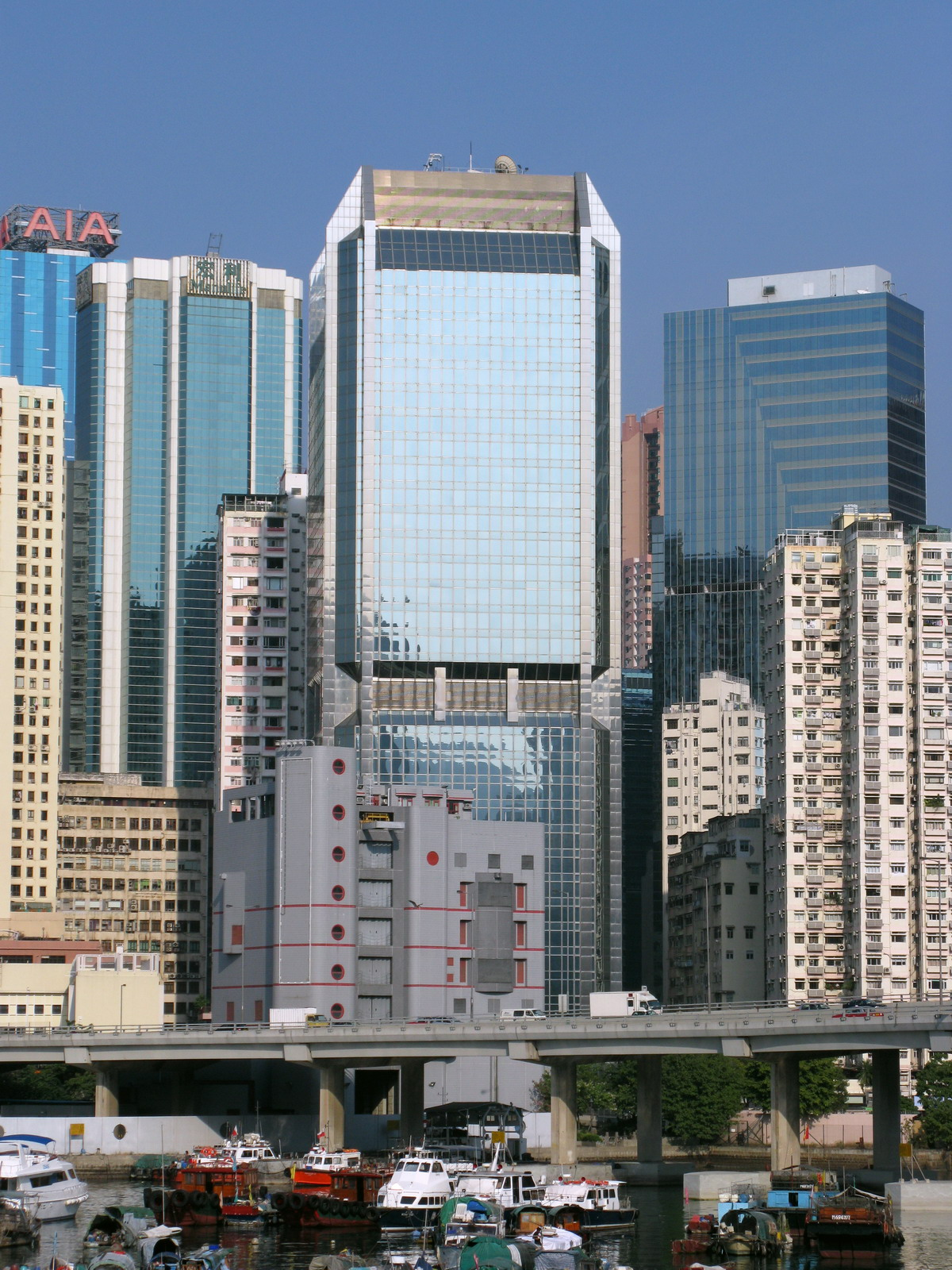
萬國寶通中心

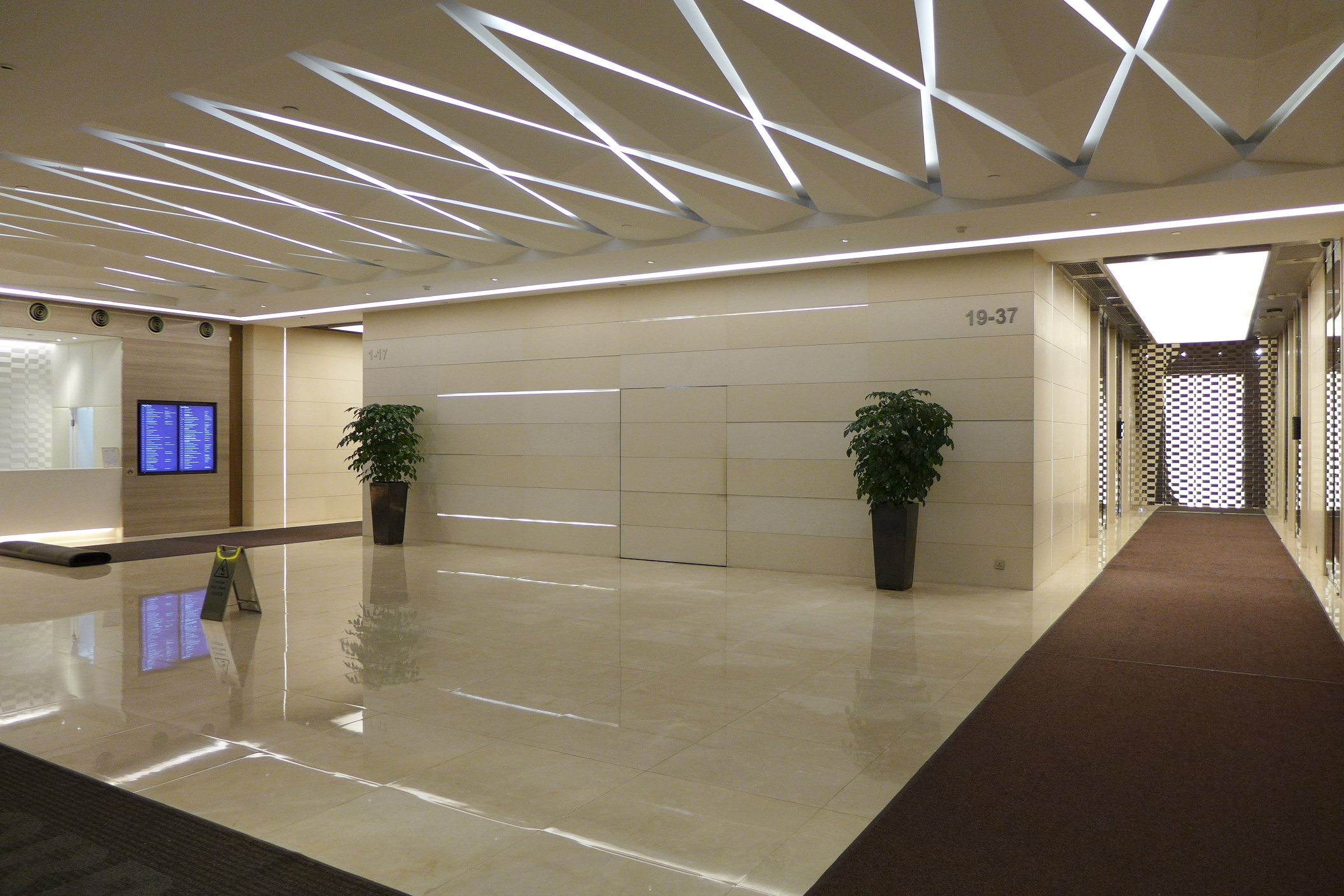
萬國寶通中心大堂

萬國寶通中心前身是廣生行玻璃廠，出產雙妹嚜花露水等旗下產品的玻璃樽，在當年落成時曾經是萬國寶通銀行（今花旗銀行）的香港總部及香港的營運中心，直至花園道三號於1992年落成後，銀行的總部才遷離該大樓。
萬國寶通中心現時的租戶包括香港旅遊發展局的總辦事處9樓至11樓、廣州汽車集團股份有限公司、震雄集團、香港賽馬會附屬的香港馬會獎券有限公司、中石化冠德控股有限公司34樓全層、中華網科技公司、電子教育出版有限公司、分眾傳媒、大信梁學濂（香港）會計師事務所26樓全層、香港的士小巴商總會及香港首間由華資成立公證行的平量行有限公司等。
前租戶駿威汽車有限公司、中匯安達會計師事務所等。

## 外部連結
- 萬國寶通中心